# Periodismo cultural

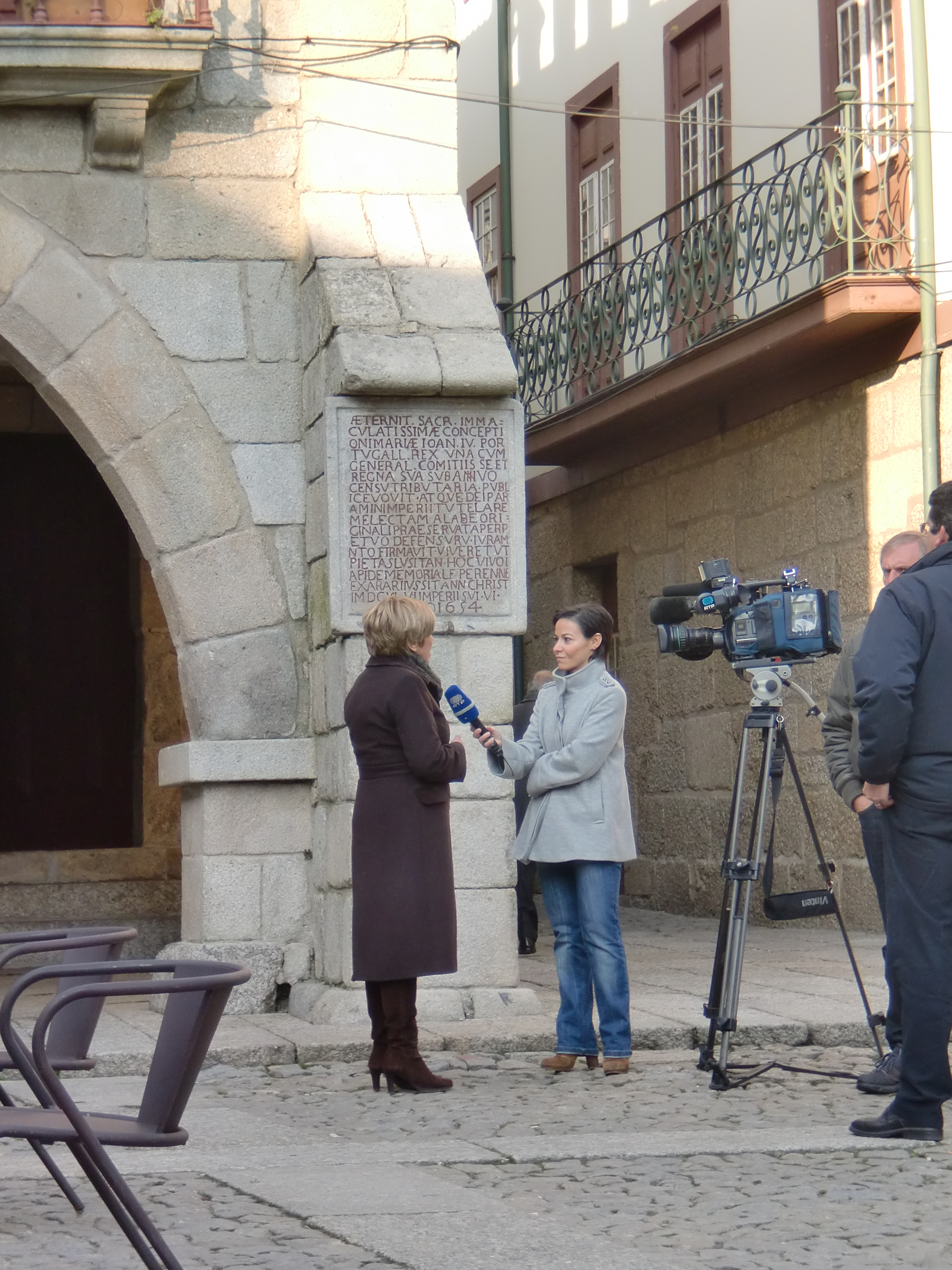
Reportera entrevista a una concejala de Cultura de Guimarães

El periodismo cultural recopila acontecimientos nacionales e internacionales y culturales.

## Teorías del periodismo cultural
Actualmente el término de periodismo cultural no está libre de discusiones respecto de su definición, debido a que trata de abarcar un campo definitorio demasiado extenso y heterogéneo como es la cultura. Así pues, se hace más compleja la búsqueda de una definición única y formalmente correcta en cuanto a términos de objetividad se refiere.
Otra dificultad a la hora de acotarlo es la idea de cultura y su inherente amplitud. El término de cultura ha cambiado mucho a lo largo de los años y puede estudiarse desde dos perspectivas: la cultura como el arte y el cultivo del espíritu; y la cultura como las señas identitarias e históricas de una sociedad y sus costumbres.
Pese al amplio espectro del concepto de periodismo de cultura, varios autores han tratado de ofrecer una definición válida para unificar esta especialidad.
- Ivan Tubau, en su libro Teoría y práctica del periodismo cultural (1982) indica que "el periodismo cultural es la forma de conocer y difundir los productos culturales de una sociedad a través de los medios de comunicación masivos".[1]
- Jorge Rivera, periodista e investigador argentino, en 1995 lo definiría como "una zona compleja y heterogénea de medios, géneros y productos que abordan con propósitos creativos críticos reproductivos o divulgatorios los terrenos de las "bellas artes", "las bellas letras", las corrientes del pensamiento, las ciencias sociales y humanas, la llamada cultura popular y muchos otros aspectos que tienen que ver con la producción, circulación y consumo de bienes simbólicos, sin importar su origen o destinación estamental".[2]
- La doctora en Ciencias de la Información por la Universidad de La Laguna (Tenerife) y actualmente docente en la Escuela de Ciencia de la Información de Córdoba (Argentina), María J. Villa, plantea la dificultad de definir el concepto de periodismo cultural debido a "la amplitud y heterogeneidad de sus espacios de incumbencia y por tratarse de relaciones entre dos campos de por sí amplios y con variedades semánticas como son el de cultura y periodismo". Habla de una zona de "indefinición" entre lo que se entiende por periodismo y literatura y lo entendido como productos culturales artísticos.[3]

## Clasificación temática del periodismo cultural
El periodismo cultural se plasma en especializaciones para cada forma de expresión cultural. Dado el amplio concepto que supone el término de cultura, existen posturas enfrentadas respecto a lo que debe considerarse o no como cultura y, por ende, susceptible de ser cubierto por el periodismo cultural.
Tradicionalmente el periodismo cultural se ha venido delimitando a las siguientes áreas:
- Arte
- Cine
- Teatro
- Literatura
- Música

Existen, no obstante, otras posturas que abogan por un concepto más amplio de la cultura y, por tanto, consideran conveniente la inclusión en el periodismo cultural de ámbitos como la moda, la arquitectura, las celebraciones folclóricas, la ciencia, la historia, la filosofía, los videojuegos o cualquier otra tendencia de matiz cultural.

## El periodismo cultural en España
En España encontramos dos tipos de periodismo cultural escrito: en forma de suplementos de periódicos nacionales y de publicaciones periódicas especializadas. Algunos de los ejemplos más destacados son:
- Babelia (El País). Publicado los jueves.
- El Cultural (El Mundo). Publicado los viernes.
- ABC Cultural (ABC). Publicado los sábados.
- El Ecologista
- 'Cultura(s) (La Vanguardia). Publicado los sábados

## El periodismo cultural en América Latina
Muchos diarios latinoamericanos desde su aparición en el siglo XIX han ofrecido secciones culturales.

### Periodismo cultural en México
En México existen suplementos importantes de cultura en los diarios, generalmente los domingos. También existen secciones importante en periódicos como La Jornada, El Universal, y Milenio. Así como en revistas como Proceso, Nexos, Revista de la Universidad.
Han desarrollado su labora periodística cultural grandes figuras como Gabriel García Márquez, Elena Poniatowska, Vicente Leñero, Jorge Ibarguengoitia, entre otros.

### Periodismo cultural en Colombia
En Colombia existen revistas de periodismo cultural reconocidas como:
Revista Arcadia
www.revistaarcadia.com (enlace roto disponible en Internet Archive; véase el historial, la primera versión y la última)., del Grupo Editorial SEMANA
Revista Gaceta
http://www.elpais.com.co/noticias/gaceta (enlace roto disponible en Internet Archive; véase el historial, la primera versión y la última)., del Periódico EL PAÍS de Cali, Colombia.
Esfera Pública: espacio de discusión de prácticas artísticas e institucionales; https://esferapublica.org/nfblog/

### Periodismo cultural en Argentina

#### Periodismo cultural en Córdoba
En la ciudad de Córdoba existen diversas publicaciones de periodismo cultural.
En primer lugar, existen dos suplementos culturales que pertenecen a La Voz: VOS es la sección de espectáculos y Número Cero el suplemento de cultura. Por un lado, VOS se fundó el 29 de noviembre de 2009. Es una plataforma que expone diariamente la agenda de Córdoba,  publica noticias sobre espectáculos, tecnología, música, literatura, televisión y cine.Por otro lado, Número Cero se publica todos los domingos desde el 5 de junio de 2016. Las notas que incluye abordan diferentes temáticas que entienden a la cultura desde una perspectiva más abarcativa. La periodista Juliana Rodríguez Salvador es la editora y encargada de redacción de los dos suplementos.
En segundo lugar, también se editan numerosas revistas culturales independientes en soporte papel y digital, que representan el 12,2% del total del país. Entre ellas se encuentran Bitácora de Vuelo y COSO.
Bitácora de Vuelo es una revista digital que presenta la agenda cultural de Córdoba. Se publica desde el año 2010. Abordan temáticas sobre la cultura y el arte en la ciudad, colaborando con la difusión de producciones de cine, teatro, música, literatura, danza, artes visuales y patrimonio cultural. Su objetivo es la divulgación y análisis de productos realizados en la ciudad de Córdoba, que muchas veces no se encuentran en la agenda mediática cordobesa.
COSO es una revista cultural independiente editada por Juan D’Alessandro y Waldo Cebrero, tiene su formato digital e impreso, y la publicación de sus ediciones son de carácter semestral. Su propósito es poner en la agenda cultural aquellos temas que no se discuten públicamente. El primer número de la revista, que trata sobre la sexualidad, fue presentado al público el 20 de abril de 2018 en el Centro Cultural España Córdoba. 48 periodistas del país participaron en la elaboración del contenido de este ejemplar.

## Formación en periodismo cultural
En España la formación reglada en periodismo cultural suele darse a nivel de posgrado, ofertándose como una especialización a graduados de diversos ámbitos del saber, en especial a los de ciencias de la comunicación.
Actualmente en España son dos las universidades que ofrecen formación oficial en periodismo cultural:
- Universidad Rey Juan Carlos: Máster Universitario en Periodismo Cultural y Nuevas Tendencias
- Universidad CEU San Pablo: Máster Universitario en Periodismo Cultural

Adicionalmente, la Universidad Pompeu Fabra imparte el título propio de posgrado de Máster en Periodismo Cultural.

## Premios al periodismo cultural en España
Mención aparte merece el Premio Nacional de Periodismo Cultural otorgado por el Ministerio de Cultura de España y cuya primera edición fue en 2009.
El primer galardonado de esta distinción ha sido Jacinto Antón, periodista del diario El País durante más de veinte años en la sección de cultura de dicho diario y que publicó Pilotos, Caimanes y otras aventuras extraordinarias, una recopilación de diversas crónicas aparecidas en la edición catalana del diario y motivo de este premio, remunerado con 20.000 euros.